# Tyler Blackburn
Tyler Jordon Blackburn (* 12. října 1986, Burbank, Kalifornie) je americký zpěvák a herec. Známý je zejména díky roli Jesseho Pratta v Peach Plum Pear a v roli Caleba v seriálech stanice Freeform Prolhané krásky a jeho spin-offu Ravenswood. Od roku 2019 hraje v seriálu Roswell: Nové Mexiko.

## Osobní život
Narodil se v Burbanku v Kalifornii. Má tři bratry a sestru. Má anglické, velšské, české, švédské a čerokijské předky. V dubnu 2019 zveřejnil informace o svojí bisexuální orientaci.

## Kariéra

### Herectví
Jeho herecká kariéra začala v roce 2002, kdy se objevil v seriálu Neslavná na stanici Nickelodeon. V roce 2003 si zahrál učitele v krátkém filmu The Doers of Coming Deeds a v roce 2005 si zahrál ve filmu Next of Kim. V roce 2007 se objevil v seriálu Odložené případy a web-seriálu Rock ville CA. V roce 2010 hrál ve filmu Tak jde čas, Gigantic a v nezávislém filmu Peach Plum Pear. V říjnu 2010 byl obsazen do role Caleba Riverse v televizním seriálu Prolhané krásky. Pro třetí řadu, která začala v létě roku 2012, byl povýšen na hlavní postavu. V březnu 2011 se připojil k obsazení NBC komedie Brave New World, seriál však nebyl vybrán. Jako Pete se objevil v šesti dílech internetového seriálu Wendy. Seriál měl premiéru 15. září 2011. V roce 2012 se objevil v drama filmu Hiding. V květnu 2013 bylo oznámeno, že se připojí k obsazení spin-offu seriálu Prolhané krásky Ravenswood. Seriál byl po první řadě zrušen. V březnu 2018 bylo potvrzeno, že získal jednu z hlavních rolí seriálu Roswell: Nové Mexiko.

### Hudba
Díky své roli v internetovém seriálu Wendy nahrál píseň, která byla uveřejněna 15. srpna 2011. Další píseň nahrál pro seriál Tajný život amerických teenagerů. V roce 2012 nahrál píseň „Find a Way“.

## Filmografie

### Film
| Rok  | Název                     | Role                  | Poznámky            |
| ---- | ------------------------- | --------------------- | ------------------- |
| 2006 | The Doers of Coming Deeds | Solly Katz            | krátkometrážní film |
| 2006 | Next of Kin               | student francouzštiny |                     |
| 2010 | The Tudor Tutor           | Toby                  | krátkometrážní film |
| 2011 | Peach Plum Pear           | Jesse Pratt           |                     |
| 2012 | Hiding                    | Jesse                 |                     |
| 2013 | You & Me                  | mladý Wiliam          | krátkometrážní film |
| 2015 | Love Is All You Need?     | Ryan Morris           |                     |
| 2017 | Hello Again               | Jack                  |                     |

### Televize
| Rok       | Název                        | Role                  | Poznámky |
| --------- | ---------------------------- | --------------------- | --- |
| 2006      | Neslavná                     | Nathan                | 2 díly |
| 2009      | Odložené případy             | Foster / Jeff Feldman | díl: „Program ochrany svědků“ |
| 2010      | Tak jde čas                  | Ian                   | 17 dílů |
| 2010      | Gigantic                     | Echo                  | díl: „Bye Bye Baby“ |
| 2011      | Brave New World              | John Litchfield       | neprodaný pilotní díl |
| 2011–2017 | Prolhané krásky              | Caleb Rivers          | hlavní role, 101 dílů Teen Choice Awards v kategorii nejlepší letní televizní hvězda: muž (2014, 2015) Teen Choice Awards v kategorii nejlepší seriálová chemie (sdíleno s Ashley Benson) (2016) nominace – Teen Choice Awards v kategorii nejlepší seriálový herec: drama (2016) |
| 2013–2014 | Ravenswood                   | Caleb Rivers          | hlavní role, 10 dílů |
| 2019–2022 | Roswell: Nové Mexiko         | seržant Alex Manes    | hlavní role |
| 2019      | Charmed                      | Viralis               | díl: „Surrender“ |
| 2019      | Capsized: Blood in the Water | Brad Cavanagh         | TV film |

### Internet
| Rok  | Název         | Role    | Poznámky         |
| ---- | ------------- | ------- | ---------------- |
| 2009 | Rockville, CA | Spencer | díl: „Shoegazed“ |
| 2011 | Wendy         | Pete    | 9 dílů           |